# NGC 2397B
NGC 2397B (другие обозначения — ESO 58-31, AM 0722-684, PGC 20813) — галактика в созвездии Летучая Рыба.
Этот объект не входит в число перечисленных в оригинальной редакции «Нового общего каталога» и был добавлен позднее.